# Augusto I de Schwarzburgo-Sondershausen
Augusto I de Schwarzburgo-Sondershausen (27 de abril de 1691, Sondershausen - 27 de octubre de 1750, Ebeleben) fue un príncipe de Schwarzburgo-Sondershausen.

## Biografía
Augusto I era el hijo del príncipe Cristián Guillermo I de Schwarzburgo-Sondershausen (1647-1721) y de su esposa la princesa Guillermina Cristiana (1658-1712), hija del duque Juan Ernesto II de Sajonia-Weimar.
Sobre la base del tratado de 1718, nunca fue un príncipe reinante. Sin embargo, recibió el Castillo de Ebeleben como residencia. Como sus hermanos Gunter XLIII de Schwarzburgo-Sondershausen y Enrique XXXV de Schwarzburgo-Sondershausen murieron sin herederos, su hijo mayor Cristián Gunter se convirtió en príncipe reinante.

## Matrimonio
Augusto se casó el 19 de julio de 1721 con Carlota Sofía de Anhalt-Bernburg (1696-1762), hija del príncipe Carlos Federico de Anhalt-Bernburg. Tuvieron los siguientes hijos:
- Federico Augusto (1723-1725)
- Carlota (1732-1774) ∞ 30 de enero de 1754 con Enrique II de Reichenbach-Goschütz (1731-1790)
- Cristián Guillermo (1734-1737)
- Cristián Gunter III (1736-1794), príncipe de Schwarzburgo-Sondershausen
- Juan Gunter V (1737-1738)
- Augusto II (1738-1806), príncipe de Schwarzburgo-Sondershausen ∞ 1762 con Cristina Isabel Albertina de Anhalt-Bernburg (1746-1823)